# Obligation (juridik)
Obligation i juridisk mening betecknar närmast den mot en fordran svarande förbindelsen. Men ordet används också för att utmärka det ömsesidiga rättsförhållandet mellan borgenär och gäldenär i dess sammanfattning av rätt och plikt.
I en vidare betydelse kan obligation användas för att, i sin motsats till rätt, beteckna varje rättslig förbindelse och därmed samhällsmedlemmars allmänna skyldighet att uppfylla sina statsborgerliga plikter eller att lämna varandra ostörda i besittningen av sina rättigheter till person och egendom.
Det är dock vanligare att man med obligation avser en förbindelse mellan två parter på grund av en dem särskilt vidkommande rättsgrund, avtal, testamente, skadegörelse, rättsgemenskap etc. Man lägger då in i obligationen en förpliktelse att på grund av viss omständighet prestera något till annan eller, såsom det ock kan sägas, handla på visst sätt mot annan och ställer detta särskilda rättsförhållande just i motsats till den allmänna förbindelsen att avhålla sig från rättsstridigt ingrepp i andras rätt till person och egendom.
I synnerhet tänkes härvid på sistnämnda slags rätt och skiljes sålunda mellan obligatorisk rätt som rätt till viss annan persons handling och sakrätt eller rätt att med alla andras uteslutande förfoga över ett sitt kroppsliga ting eller annan sin förmån av sakrättslig natur.
Ett framträdande moment i obligationen är den berättigades tillgång till samtliga laga rättsmedel för sin rätts utfående av den förpliktade. Dock finns denna egenskap fullständigt allenast hos de civila obligationerna, ej hos de s. k. naturliga. Här saknas den alltid i större eller mindre måtto. Sålunda kan, såsom vid preskriberad och prekluderad fordran, hinder vara för dess tvångsvisa uttagande annat än genom kvittning eller i ägd pantsäkerhet eller det, såsom vid spelfordran, till och med stanna vid en rätt att vägra återbärande av en frivilligt erlagd betalning.
En obligations innehåll kan vara positivt eller negativt, d. v. s. innefatta en skyldighet att antingen utföra eller underlåta något. Obligationer av det förra slaget är de viktigare, och av dem är åter mest betydande de, som innebär en skyldighet att utge något åt annan till ägande.
För övrigt finns en mängd indelningar av obligationerna. De kallas ensidiga, då av rättsförhållandets personer blott den ene har förpliktelse till den andre, såsom vid erhållen försträckning, och tvåsidiga, då, såsom vid köp, båda är ömsesidigt förbundna. Efter beskaffenheten av obligationens föremål skiljes åter mellan delbara och odelbara, mellan bestämda och obestämda samt, bland de senare, mellan alternativt och generiskt bestämda obligationer. För det fall att flera personer är berättigade eller förpliktade med avseende på det hela, talar man åter om solidariska och korreala obligationer.
Även för skriftligt erkännande av obligationsförbindelse användes uttrycket obligation. Dock sker detta blott om räntebärande penningförskrivningar, som av gäldenären utfärdats i ett mångtal exemplar, utan annan deras skiljaktighet än de dem åsatta ordningsbeteckningarna i siffror och bokstäver, och för vilka ställts gemensam säkerhet i inteckningar eller andra värdepapper, nedsatta hos bank eller på annat förvaringsställe. Vanligen är de därjämte tryckta eller graverade, lyda på innehavaren samt inlösas enligt en viss amorteringsplan och efter utlottning. Utställare är stater, kommuner och större kredit- eller industrianstalter. Egendomligt för svensk rätt är, att den i det stora hela saknar bestämmelser om detta slags värdepapper och, med vissa få undantag, tillstädjer vem som helst att utfärda sådana.